# Combretum petrophilum
Combretum petrophilum är en tvåhjärtbladig växtart som beskrevs av E. Retief. Combretum petrophilum ingår i släktet Combretum och familjen Combretaceae. Inga underarter finns listade i Catalogue of Life.